# Sizzla
Pour les articles homonymes, voir Orlando, Collins et Kalonji.
 (août 2010).
Si vous disposez d'ouvrages ou d'articles de référence ou si vous connaissez des sites web de qualité traitant du thème abordé ici, merci de compléter l'article en donnant les références utiles à sa vérifiabilité et en les liant à la section « Notes et références ».
Miguel Orlando Collins, ou Sizzla ou Sizzla Kalonji (né le 17 avril 1976, Annotto Bay, Jamaïque) est un artiste jamaïcain.

## Biographie
Il a grandi dans la communauté très fermée d’August Town à Kingston. Issu de parents très dévots, Sizzla baigne dès son plus jeune âge dans la religion, il rejoint les rangs des Bobo Ashanti dans le milieu des années 1990.
Artiste très prolifique, il a sorti à ce jour plus de cinquante albums sous son nom, et une quinzaine d'albums partagés avec d'autres artistes.
Sizzla provient de sizzle qui représente l'essence de quelque chose en train de brûler et Kalonji  vient du tshiluba langue Bantou de la République Démocratique du Congo, et signifie « victorieux ».

### Controverse
Sizzla a fait face à des réactions négatives en raison des paroles anti-gay de certains de ses enregistrements, provoquant l'annulation de nombreux concerts internationaux.

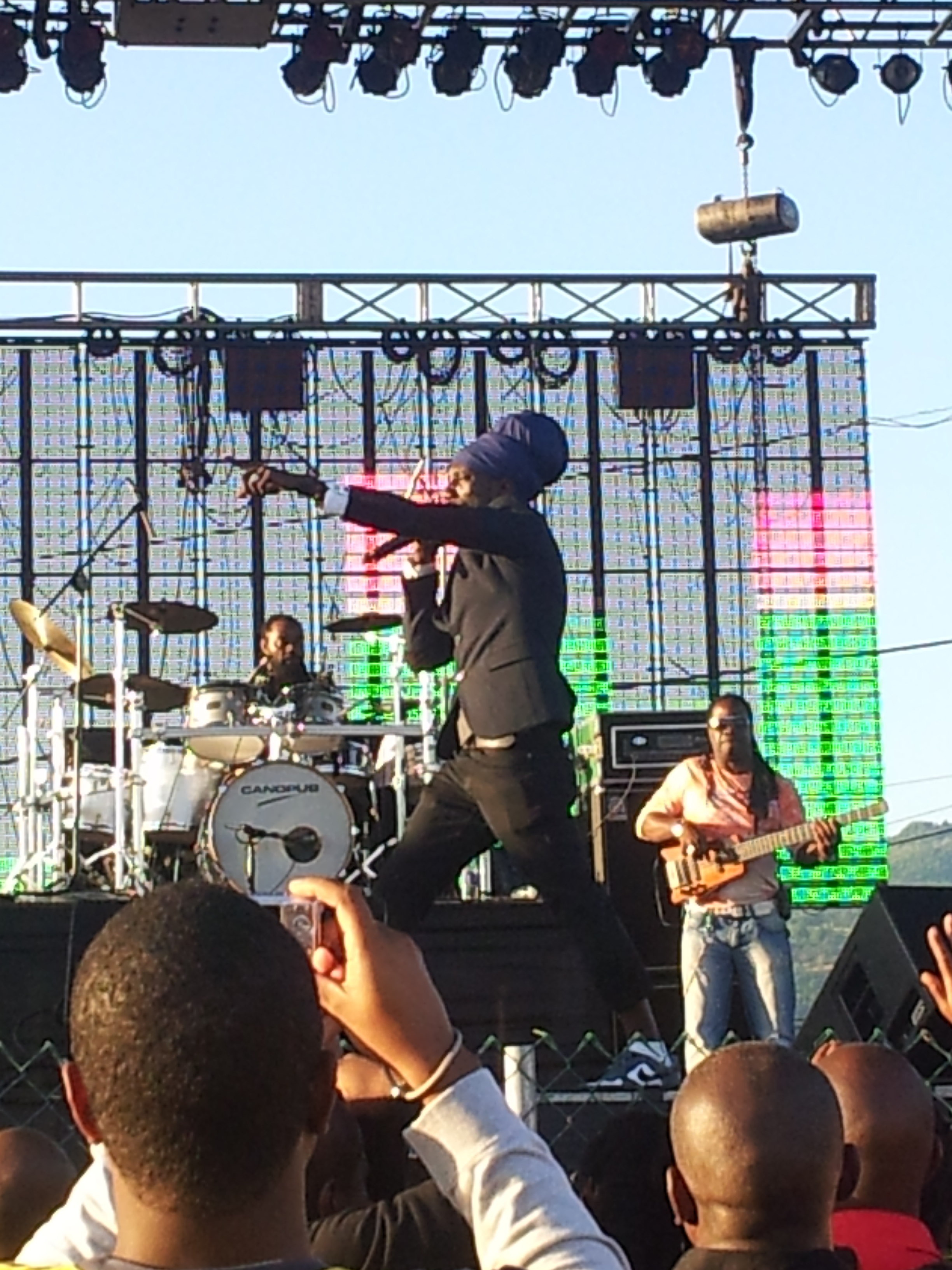
Sizzla sur scène

En 2004, il a été interdit d'entrer au Royaume-Uni pour plusieurs concerts. OutRage, un groupe britannique de défense des droits LGBT a allégué que certaines des chansons de Sizzla contiennent des paroles qui prônent la violence contre les personnes LGBT. En 2007, les concerts de Sizzla à Toronto et à Montréal ont été annulés après les protestations de la coalition Stop Murder Music Canada. La chanson de Kalonji intitulée "Nah Apologize" a été enregistrée en 2004. En 2008, son visa a été annulé, l'empêchant d'entrer en Allemagne après avoir effectué la moitié de sa tournée et il a été renvoyé aux États-Unis. Sizzla maintient sa position selon laquelle il est un artiste utilisant son expression créative et sa liberté d'expression, mais se prononcera contre l'injustice là où il la voit. En 2009 et 2010, plusieurs concerts en Allemagne ont été annulés après des protestations publiques contre les concerts. En 2012, des concerts ont été annulés à Madrid (Espagne), Gand, Belgique, Stockholm, Suède et Lisbonne, Portugal après des protestations publiques. Kalonji Muzik a publié une déclaration après les annulations selon laquelle il respecte les lois de chaque pays dans lequel il se produit et n'essaie pas d'invoquer ou d'inciter à la violence contre qui que ce soit.
Depuis 2007, Sizzla s'est engagé contre ces discriminations anti-gay en signant le "The Reggae Compassionate Act".

## Discographie (albums)
- 1995 - Burning Up (Label Ras)
- 1997 - Praise Ye Jah (Labels X Terminator ; Jet Star)
- 1998 - Black Woman & Child (Labels Brickwall ; Greensleeves)
- 1998 - Hotter Than Fire (Genesis Records)
- 1998 - 2 Strong
- 1998 - Freedom Cry (Label Vp)
- 1998 - Reggae Max  (Label Jet Star)
- 1999 - Good Ways (Labels Artists Only! ; Jet Star)
- 1999 - Liberate Yourself  (Labels Kariang ; Vp)
- 1999 - Kalonji (Label X Terminator)
- 1999 - Royal Son Of Ethiopia (Label Greensleeves)
- 1999 - Be I Strong (Label Vp)
- 2000 - Words Of Truth (Label Vp)
- 2000 - Bobo Ashanti (Label Greensleeves)
- 2001 - Taking Over (Label Vp)
- 2001 - Black History (Label Charm)
- 2001 - Rastafari Teach I Everything (Label Greenleeves)
- 2001 - The Best Of Sizzla Part 1
- 2002 - Blaze Up The Chalwa (Label Jet Star)
- 2002 - Blaze Fire Blaze (Label Whodat Records)
- 2002 - The Story Unfolds  (Label Vp Records)
- 2002 - Hosanna (Label Reggae Central)
- 2002 - Ghetto Revolution (Label Greensleeves)
- 2002 - Da Real Thing (Label Vp)
- 2002 - Up In Fire (Label 2b1)
- 2003 - Ever So Nice
- 2003 - Trod The Valley (Sizzla & Judgement Yard - White Label)
- 2003 - Light Of My World (Label Jet Star)
- 2003 - Voice Of Jamaica (Label Tha Jam)
- 2003 - Rise To The Occasion (Label Greensleeves)
- 2003 - Red Alert (Label Jetstar)
- 2003 - Jah Warrior (feat Luciano)
- 2003 - African Children (Label Fire Ball)
- 2004 - Speak Of Jah  (Label Bogalusa)
- 2004 - Judgement Yard (Label A-Town Records)
- 2004 - Jah Knows Best (Label Ras)
- 2004 - Stay Focus (Label Vp)
- 2004 - Kings Of Dancehall (Label Jetstar)
- 2004 - Life (Label Greensleeves)
- 2005 - Brighter Day (Label Kingston Records)
- 2005 - Burning Fire (Label penitentiary records)
- 2005 - Reggaemax part 2 (label Jet Star)
- 2005 - Soul Deep (Label Greensleeves)
- 2005 - Da Real Live Thing (Label Vp)
- 2006 - Jah Protect (Label Penitentiary Records)
- 2006 - Ain'T Gonna See Us Fall (Label Vp)
- 2006 - Waterhouse Redemption (Label Greensleeves)
- 2006 - Esta Loca : Bless The Mixtapes (Label Ramshorn)
- 2006 - The Overstanding (Label Kalonji Records)
- 2007 - Children Of Jah (Label Penitentiary Records)
- 2007 - Dexterity Official Mix CD (Label Koch Records)
- 2007 - I-Space (Label Greensleeves)
- 2007 - Jah Bless Me With Life (Label A-Town Records)
- 2008 - Rastafari (Label Penitentiary Records)
- 2008 - Addicted (Label Lgn Entertainment)
- 2008 - The Journey (Label Greensleeves)
- 2009 - Ghetto Youth-Ology (Label Greensleeves)
- 2009 - Stand Tall (Label Yes Records)
- 2010 - Crucial Times (Label VP Records)
- 2011 - crucial times 2
- 2011 - The Scriptures
- 2011 - Welcome To The Good Life
- 2012 - The Chant
- 2012 - In Gambia
- 2013 - The Messiah (Label VP Records)
- 2013 - Party Till Sunrise (Evidence Music)
- 2014 - Radical 1992-2003 (label VP Records)
- 2014 - Born A King (label Multi Music)
- 2016 - 876